# Tornen
Der Tornen (norwegisch für Dorn) ist ein kleiner, spitzer Nunatak im ostantarktischen Königin-Maud-Land. Er ragt zwischen dem Eremitten und den Bleikskoltane im Südosten der Sør Rondane auf.
Wissenschaftler des Norwegischen Polarinstituts benannten ihn 1988 deskriptiv.